# Francisco Patricio de Berguizas
Francisco Patricio (de) Berguizas o Verguizas (Valle de Matamoros, província de Badajoz, 17 de marzo de 1759 - Cadis, 15 d'octubre de 1810), va ser un hel·lenista, hebraista i traductor espanyol.

## Biografia
Doctor en Teologia, va ser a més canonge de la Catedral de Sevilla i bibliotecari de Sa Majestat, a més de jutge d'oposicions a càtedres i traductor i editor d'unes Obras poéticas de Pindar (Madrid, 1798) en versió bilingüe, de les quals solament va arribar a lliurar el primer volum que conté les catorze "Olímpiques", amb un important assaig introductori. Era poliglota, dominava el llatí, el grec i l'hebreu i va traduir textos en totes aquestes llengües que la crítica ha lloat unànimement. Va ser a més abreviador del Tribunal de la Nunciatura i membre honorari (1799) i de nombre (1801) de la Reial Acadèmia de la Llengua Espanyola, on es va encarregar de portar les correspondències llatines. Va sortir de Madrid en 1808 quan va esclatar la guerra del francès i va morir a Cadis el 15 d'octubre de 1810.

## Edicions
- Trad. i ed. de Obras poéticas de Píndaro en metro castellano con el texto griego y notas críticas... (Madrid: Imprenta Real, 1798)
- Trad. del llatí de Dios inmortal padeciendo en carne mortal, o la Pasión de Cristo, ilustrada con doctrinas y reflexiones morales, de Guillermo Stanihursto, Valencia: Ildefonso Mompié, 1822.
- Oración fúnebre... por el alma del Excmo Sr. Marqués de Santa Cruz Madrid, 1802.
- Discurso sobre el carácter de Píndaro, 1798